# El Rodeo, Tamazula de Gordiano
El Rodeo är en ort i Mexiko.   Den ligger i kommunen Tamazula de Gordiano och delstaten Jalisco, i den södra delen av landet, 400 km väster om huvudstaden Mexico City. El Rodeo ligger 1 218 meter över havet och antalet invånare är 137.
Terrängen runt El Rodeo är huvudsakligen kuperad. El Rodeo ligger nere i en dal. Runt El Rodeo är det ganska glesbefolkat, med 27 invånare per kvadratkilometer. Närmaste större samhälle är Tamazula de Gordiano, 12,9 km nordväst om El Rodeo. I omgivningarna runt El Rodeo växer huvudsakligen savannskog.